# Giovanni Lopez
Giovanni Lopez (Roma, 23 maggio 1967) è un allenatore di calcio ed ex calciatore italiano, di ruolo difensore, tecnico dell'AlbinoLeffe.

## Carriera

### Giocatore
Cresciuto nella primavera della Lodigiani, entra nel mondo del calcio professionistico nel 1985, in Serie C1 con il Varese, collezionando il primo anno solo 8 apparizioni. Sceso in Serie C2, sempre con il Varese, nei tre campionati successivi diventa un punto fermo della squadra lombarda dove colleziona in totale 104 presenze.
Acquistato dalla Fidelis Andria, milita per due anni in C1 con la squadra pugliese, confermandosi come elemento di sicura affidabilità e temperamento, venendo impiegato 29 volte nel primo campionato e 33 volte nel secondo.

#### Gli anni al Vicenza

Lopez e George Weah in - del 22 ottobre 1995.

Acquistato dal Vicenza nel 1991, con il compagno Antonino Praticò, costituisce una delle migliori coppie difensive del campionato di C1, e dopo due anni di sofferenze, centra la promozione con la squadra berica in Serie B. Diventato uno dei beniamini della tifoseria biancorossa, Lopez si caratterizza per la sua bravura in chiusura, nel gioco aereo e in fase di impostazione, e si dimostra prezioso anche sui calci di punizione e sui rigori (nella sua carriera al Vicenza ha segnato 12 gol).
Promosso in Serie A con la formazione "miracolo" di Guidolin, anche nella massima serie, con il nuovo compagno, lo svedese Joachim Björklund, la difesa del Vicenza si dimostra una delle più solide e affidabili del campionato. Dopo un secondo campionato in Serie A, nell'estate del 1997, chiude con rammarico la sua esperienza in biancorosso alzando al cielo la Coppa Italia, per approdare alla Lazio, squadra della quale è tifoso.
Inoltre, in questa annata, Giovanni Lopez insieme a Christian Vieri è presente nella copertina del videogioco PC Calcio 5.0 della stagione 1996-1997: la foto fu scattata durante la partita Juventus-Vicenza del 1º marzo 1997.

#### Lazio, Napoli e gli ultimi anni
Con la formazione capitolina, titolare nella sua prima stagione, fa da "chioccia" al più giovane collega di reparto Nesta, disputando 23 partite, e conquistando la Coppa Italia 1998 e la Supercoppa italiana, oltre ad aver perso la finale di Coppa UEFA 1997-1998 contro l'Inter a Parigi ed aver disputato due gare di Coppa delle Coppe nel 1998, edizione vinta dalla formazione di Eriksson.
Dopo l'esplosione del giovane compagno, nel mercato autunnale passa al Napoli, in Serie B, dove rinnova le proprie qualità. Nel secondo campionato con la maglia azzurra, è protagonista della promozione del Napoli in A, ma dopo 48 presenze in due anni, resta in cadetteria passando al Torino, dove conquista nel 2001 un'altra promozione nella massima serie, anche se scende in campo in sole due occasioni. Si ritira nel 2004 dopo una breve parentesi alla Lodigiani.

### Allenatore
Nell'aprile 2006 inizia la sua carriera in panchina, venendo chiamato a dirigere, dopo esserne stato l'allenatore in seconda, la Cisco Roma, in sostituzione del tecnico Ferazzoli.
Successivamente viene chiamato nelle giovanili della società biancorossa, dove riesce ad ottenere anche buoni risultati guidando la formazione Berretti e quella Primavera.
Il 19 febbraio 2008 viene richiamato dalla prima squadra della Cisco per sostituire l'allenatore esonerato Gagliardi.
Il 13 febbraio 2010 diventa vice-allenatore della Lazio, sua vecchia squadra, affiancando in panchina il tecnico Edoardo Reja. Il 2 maggio dello stesso anno fa il suo esordio in Serie A come allenatore sostituendo in panchina lo squalificato Reja nel match Lazio-Inter (0-2).
Il 20 ottobre 2011 fa il suo esordio da tecnico in prima in una competizione europea sulla panchina biancoceleste, a causa della squalifica di Edy Reja, nel match di Europa League tra Zurigo e Lazio, terminato col punteggio di 1-1.
Il 15 luglio 2013 prende il posto di Alessandro Dal Canto, firmando per il Vicenza, reduce dalla retrocessione in Lega Pro Prima Divisione. Al termine della stagione raggiunge il quinto posto e perde la semifinale play-off. Riconfermato per il campionato successivo, dopo il ripescaggio della formazione biancorossa nella serie cadetta, guida la squadra nelle prime 11 partite del campionato di Serie B, prima di venire esonerato il 29 ottobre 2014 all'indomani della sconfitta interna per 0-2 con il Modena. Viene sostituito da Pasquale Marino.
Il 28 ottobre 2015 subentra sulla panchina della Lucchese al posto dell'esonerato Francesco Baldini, per essere esonerato il successivo 22 febbraio a causa di forti dissidi con il DG Giovanni Galli.
Nella stagione successiva, il 28 marzo 2017, viene di nuovo ingaggiato dai lucchesi  subentrando a Giuseppe Galderisi. Conduce nelle restanti partite la squadra rossonera al nono posto in campionato, accedendo quindi ai play-off. Vince, in trasferta, la prima partita in casa dell'Arezzo con il risultato di 1-2 (Moscardelli, Bruccini, Cecchini). Supera anche il secondo turno, contro l'Albinoleffe di Massimiliano Alvini: 1-0 a Lucca (Bruccini) e 0-0 a Bergamo. Nel terzo turno, a un passo dalla final four si interrompe l'avventura play-off. La Lucchese, ormai la cenerentola delle otto, si scontra con il Parma dalle grandi ambizioni. In entrambe le gare finisce 2-1 per i ducali di D'Aversa, con il ritorno a Lucca davanti a quasi 7.000 spettatori per un Porta Elisa da tutto esaurito.
I soci lucchesi, capitanati dall'Amministratore Unico Carlo Bini, reduci dallo splendido cammino play off, lo confermano guida delle pantere, rinnovando i contratti dei senatori dello spogliatoio e del direttore sportivo Antonio Obbedio. Nella stagione 2017-2018 porta la Lucchese al dodicesimo posto in classifica, a un punto dalla zona play-off. Nonostante la salvezza centrata in anticipo pur avendo uno dei budget più scarsi della categoria, la nuova dirigenza rossonera non lo conferma alla guida della pantera, da cui si congeda con un "arrivederci".
A giugno 2018, viene scelto dal patron Piero Camilli come tecnico della Viterbese Castrense in Serie C, con Obbedio direttore sportivo.
Il 7 novembre 2018, dopo solo due partite giocate (ed entrambe perse ), viene sollevato dall'incarico e sostituito da Stefano Sottili.
Il 21 agosto 2019, viene richiamato dal nuovo presidente della Viterbese Castrense Marco Arturo Romano alla guida della squadra in Serie C, al posto di Antonio Calabro, il quale aveva rescisso il proprio contratto con la società per motivi familiari. L'11 novembre 2019 viene esonerato, con la squadra al sesto posto del girone C.
Il 26 ottobre 2020 torna per la terza volta sulla panchina della Lucchese.. A tre giornate dalla fine del torneo viene esonerato con il team in penultima posizione.
Il 14 dicembre 2021 sostituisce David Sassarini alla guida della Pistoiese. Dopo più di un mese e sole tre partite il 25 gennaio 2022 viene esonerato.
Il 18 gennaio 2023 torna per la terza volta sulla panchina della Viterbese, in Serie C, ma non riesce ad evitare il penultimo posto e la retrocessione in Serie D.
Il 1º luglio 2023 diviene il nuovo tecnico dell'AlbinoLeffe con cui ottiene una tranquilla salvezza piazzandosi al 13º posto nel girone A. Invece nella stagione 2024/2025 la squadra arriva quarta nella stagione regolare e ai play-off esce al secondo turno per mano dell’Atalanta U23.

## Statistiche

### Statistiche da allenatore
Statistiche aggiornate al 7 maggio 2025.
| Stagione            | Squadra             | Campionato         | Campionato | Campionato | Campionato | Campionato | Coppe nazionali | Coppe nazionali | Coppe nazionali | Coppe nazionali | Coppe nazionali | Coppe continentali | Coppe continentali | Coppe continentali | Coppe continentali | Coppe continentali | Altre coppe | Altre coppe | Altre coppe | Altre coppe | Altre coppe | Totale | Totale | Totale | Totale | % Vittorie | Piazzamento        |
| Stagione            | Squadra             | Comp               | G          | V          | N          | P          | Comp            | G               | V               | N               | P               | Comp               | G                  | V                  | N                  | P                  | Comp        | G           | V           | N           | P           | G      | V      | N      | P      | %          | Piazzamento        |
| ------------------- | ------------------- | ------------------ | ---------- | ---------- | ---------- | ---------- | --------------- | --------------- | --------------- | --------------- | --------------- | ------------------ | ------------------ | ------------------ | ------------------ | ------------------ | ----------- | ----------- | ----------- | ----------- | ----------- | ------ | ------ | ------ | ------ | ---------- | ------------------ |
| apr.-giu. 2006      | Cisco Roma          | C2                 | 2          | 2          | 0          | 0          | CI-C            | -               | -               | -               | -               | -                  | -                  | -                  | -                  | -                  | -           | -           | -           | -           | -           | 2      | 2      | 0      | 0      | 100,00&    | Sub., 3º           |
| feb.-giu. 2008      | Cisco Roma          | C2                 | 10         | 4          | 2          | 4          | CI-C            | -               | -               | -               | -               | -                  | -                  | -                  | -                  | -                  | -           | -           | -           | -           | -           | 10     | 4      | 2      | 4      | 40,00      | Sub., 9º           |
| 2008-2009           | Cisco Roma          | 2D                 | 34         | 14         | 9          | 11         | CI-LP           | 5               | 4               | 0               | 1               | -                  | -                  | -                  | -                  | -                  | -           | -           | -           | -           | -           | 39     | 18     | 9      | 12     | 46,15      | 6º                 |
| Totale Cisco Roma   | Totale Cisco Roma   | Totale Cisco Roma  | 46         | 20         | 11         | 15         |                 | 5               | 4               | 0               | 1               |                    | -                  | -                  | -                  | -                  |             | -           | -           | -           | -           | 51     | 24     | 11     | 16     | 47,06      |                    |
| 2013-2014           | Vicenza             | 1D                 | 30+1       | 14         | 9+1        | 7          | CI+CI-LP        | 2+4             | 1+1             | 0+2             | 1+1             | -                  | -                  | -                  | -                  | -                  | -           | -           | -           | -           | -           | 37     | 16     | 12     | 9      | 43,24      | 5º (prom.)         |
| ago.-ott. 2014      | Vicenza             | B                  | 12         | 2          | 4          | 6          | CI              | 1               | 0               | 0               | 1               | -                  | -                  | -                  | -                  | -                  | -           | -           | -           | -           | -           | 13     | 2      | 4      | 7      | 15,38      | Eson.              |
| Totale Vicenza      | Totale Vicenza      | Totale Vicenza     | 43         | 16         | 14         | 13         |                 | 7               | 2               | 2               | 3               |                    | -                  | -                  | -                  | -                  |             | -           | -           | -           | -           | 50     | 18     | 16     | 16     | 36,00      |                    |
| nov. 2015-feb. 2016 | Lucchese            | LP                 | 15         | 6          | 3          | 6          | CI-LP           | 1               | 0               | 0               | 1               | -                  | -                  | -                  | -                  | -                  | -           | -           | -           | -           | -           | 16     | 6      | 3      | 7      | 37,50      | Sub., Eson.        |
| apr.-giu. 2017      | Lucchese            | LP                 | 7+5        | 3+2        | 2+1        | 2+2        | CI-LP           | -               | -               | -               | -               | -                  | -                  | -                  | -                  | -                  | -           | -           | -           | -           | -           | 12     | 5      | 3      | 4      | 41,67      | Sub., 9º           |
| 2017-2018           | Lucchese            | C                  | 36         | 10         | 14         | 12         | CI+CI-C         | 1+1             | 0+0             | 0+0             | 1+1             | -                  | -                  | -                  | -                  | -                  | -           | -           | -           | -           | -           | 38     | 10     | 14     | 14     | 26,32      | 12º                |
| ago. + nov. 2018    | Viterbese Castrense | C                  | 2          | 0          | 0          | 2          | CI+CI-C         | 3+0             | 2+0             | 0+0             | 1+0             | -                  | -                  | -                  | -                  | -                  | -           | -           | -           | -           | -           | 5      | 2      | 0      | 3      | 40,00      | Sub., Eson.        |
| ago.-nov. 2019      | Viterbese Castrense | C                  | 14         | 6          | 3          | 5          | CI+CI-C         | 0+1             | 0+0             | 0+0             | 0+1             | -                  | -                  | -                  | -                  | -                  | -           | -           | -           | -           | -           | 15     | 6      | 3      | 6      | 40,00      | Sub., Eson.        |
| ott. 2020-apr. 2021 | Lucchese            | C                  | 28         | 5          | 12         | 11         | -               | -               | -               | -               | -               | -                  | -                  | -                  | -                  | -                  | -           | -           | -           | -           | -           | 28     | 5      | 12     | 11     | 17,86      | Sub., Eson.        |
| Totale Lucchese     | Totale Lucchese     | Totale Lucchese    | 91         | 26         | 32         | 33         |                 | 3               | 0               | 0               | 3               |                    | -                  | -                  | -                  | -                  |             | -           | -           | -           | -           | 94     | 26     | 32     | 36     | 27,66      |                    |
| dic. 2021-gen. 2022 | Pistoiese           | C                  | 3          | 0          | 2          | 1          | CI-C            | -               | -               | -               | -               | -                  | -                  | -                  | -                  | -                  | -           | -           | -           | -           | -           | 3      | 0      | 2      | 1      | &0,00      | Sub., Eson.        |
| gen.-giu. 2023      | Viterbese           | C                  | 16         | 5          | 3          | 8          | CI-C            | -               | -               | -               | -               | -                  | -                  | -                  | -                  | -                  | -           | -           | -           | -           | -           | 16     | 5      | 3      | 8      | 31,25      | Sub., 19º, (retr.) |
| Totale Viterbese    | Totale Viterbese    | Totale Viterbese   | 32         | 11         | 6          | 15         |                 | 4               | 2               | 0               | 2               |                    | -                  | -                  | -                  | -                  |             | -           | -           | -           | -           | 36     | 13     | 6      | 17     | 36,11      |                    |
| 2023-2024           | AlbinoLeffe         | C                  | 38         | 10         | 15         | 13         | CI-C            | 1               | 0               | 0               | 1               | -                  | -                  | -                  | -                  | -                  | -           | -           | -           | -           | -           | 39     | 10     | 15     | 14     | 25,64      | 13º                |
| 2024-2025           | AlbinoLeffe         | C                  | 38+1       | 16         | 12         | 10+1       | CI-C            | 2               | 1               | 0               | 1               | -                  | -                  | -                  | -                  | -                  | -           | -           | -           | -           | -           | 41     | 17     | 12     | 12     | 41,46      | 4º                 |
| 2025-2026           | AlbinoLeffe         | C                  | 0          | 0          | 0          | 0          | CI-C            | 1               | 0               | 0               | 1               | -                  | -                  | -                  | -                  | -                  | -           | -           | -           | -           | -           | 1      | 0      | 0      | 1      | &0,00      | in corso           |
| Totale AlbinoLeffe  | Totale AlbinoLeffe  | Totale AlbinoLeffe | 77         | 26         | 27         | 24         |                 | 4               | 1               | 0               | 3               |                    | -                  | -                  | -                  | -                  |             | -           | -           | -           | -           | 81     | 27     | 27     | 27     | 33,33      |                    |
| Totale carriera     | Totale carriera     | Totale carriera    | 292        | 99         | 92         | 101        |                 | 23              | 9               | 2               | 12              |                    | -                  | -                  | -                  | -                  |             | -           | -           | -           | -           | 315    | 108    | 94     | 113    | 34,29      |                    |

## Palmarès

### Giocatore
- Coppa Italia: 2

Vicenza: 1996-1997
Lazio: 1997-1998
- Supercoppa italiana: 1

Lazio: 1998
- Campionato italiano di Serie B: 1

Torino: 2000-2001